# Viso del Marqués
Viso del Marqués là một đô thị thuộc Ciudad Real, Castile-La Mancha, Tây Ban Nha. Đô thị này có dân số là 3.002.